# Байт-ель-Факіх

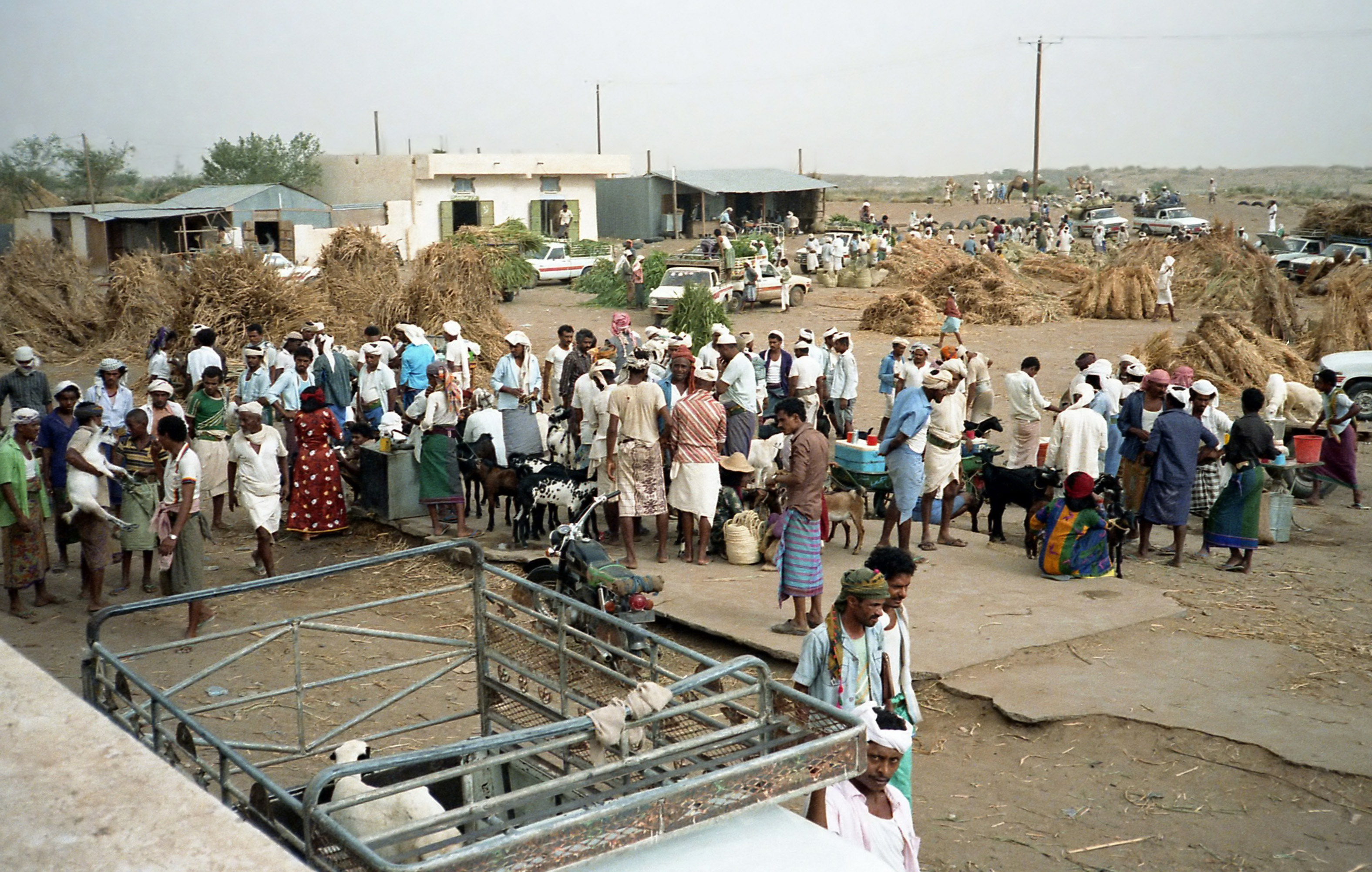
Ринок у Байт-ель Факіх

Байт-ель-Факіх (араб. بیت الفقیه) - місто на заході Ємену, на території мухафази Ходейда.

## Географія
Місто знаходиться в центральній частині мухафази, у південній частині пустелі Тіхама, на висоті 122 метрів над рівнем моря .
Байт-ель-Факіх розташований на відстані приблизно 45 кілометрів на південний схід від Ходейди, адміністративного центру мухафази і на відстані 125 кілометрів на північний захід від Сани, столиці країни.

## Населення
За даними  перепису 2004 року чисельність населення Байт-ель-Факіха становила 39 445 осіб .
Динаміка чисельності населення міста по роках:
| 1975  | 2004  |
| ----- | ----- |
| 13300 | 39445 |

## Економіка
У минулому економіка міста базувалася на торгівлі кавою. У наші дні основними заняттями населення є ткацтво і виробництво ювелірних виробів. В околицях міста вирощуються тютюн, бавовна, зернові культури і кунжут .